# Nemška Nova Gvineja
Nemška Nova Gvineja (nemško: Deutsch Neuguinea) je bil nemški protektorat med letoma 1884 in 1914. Protektorat je obsegal ozemlje severovzhodne Nove Gvineje in otočja severno od glavnega otoka Nove Gvineje. Celotno območje je obsegalo 242,476 km2. Med samim popolnim popisom leta 1912 so prešteli 478,843 domorodcev in nemških prebivalcev. Nemci so si, do tedaj še nezasedeno ozemlje, prisvojili leta 1884 kot odgovor na kolonialne ambicije velikih evropskih držav. Prvega aprila 1899 je zasedeno ozemlje dejansko postalo last nemškega cesarstva.
Med prvo svetovno vojno so protektorat brez večjih težav zasedle zavezniške sile. Po vojni je Nemčija izgubila vse kolonije tako da so posamezni deli nemškega protektorata Nova Gvineja prešli pod avstralsko, britansko in japonsko upravo.
Protektorat je obsegal:
- dežela cesarja Viljema
- Bismarckova otočja
- Neupommern
- Neumecklenburg
- Neuhannover
- severni Salomonovi otoki
- Karolinsko otočje
- Marijansko otočje
- Palau
- Nauru
- Maršalovo otočje